# Otego
Otego es un pueblo ubicado en el condado de Otsego en el estado estadounidense de Nueva York. En el año 2000 tenía una población de 3,183 habitantes y una densidad poblacional de 27 personas por km².

## Geografía
Otego se encuentra ubicado en las coordenadas 42°23′30″N 75°10′41″O / 42.39167, -75.17806.

## Demografía
Según la Oficina del Censo en 2000 los ingresos medios por hogar en la localidad eran de $31,563 y los ingresos medios por familia eran $36,543. Los hombres tenían unos ingresos medios de $27,986 frente a los $25,868 para las mujeres. La renta per cápita para la localidad era de $15,479. Alrededor del 14.4% de la población estaban por debajo del umbral de pobreza.